# Nirvana (álbum)
Nirvana es un álbum recopilatorio de la banda estadounidense de género grunge homónima, lanzado el 29 de octubre de 2002. Para promocionar el álbum fue lanzada una canción inédita de la banda titulada «You Know You're Right». En Australia fue certificado con seis discos de platino.

## Significado
Nirvana es el tercer lanzamiento de la banda desde la muerte del cantante y guitarrista Kurt Cobain en abril de 1994, y además el primero en contener material inédito de estudio. El álbum contiene la canción inédita «You Know You're Right», grabada durante la última sesión de estudio de la banda el 30 de enero de 1994 en los estudios de Robert Lang en Seattle, así como una selección de las canciones más populares de la banda, principalmente seleccionadas de los álbumes Nevermind e In Utero, pero también 4 canciones previas a Nevermind, y 2 canciones de la presentación de la banda en MTV Unplugged a finales de 1993. Nirvana abrió en el número 3 de Billboard 200, pero recibió críticas por parte de seguidores antiguos de la banda por ser muy corto y omitir canciones clave. A pesar de las quejas de los fans, se considera muy buen disco por su contenido. 
Aparte de «You Know You're Right», el álbum contiene dos canciones que se podrían considerar como "rarezas" por su poca disponibilidad: la versión del EP Blew de «Been a Son», y la remezcla de «Pennyroyal Tea», que apareció en las versiones de Wal-Mart y Kmart de In Utero y que estaba destinada a aparecer en el abortado sencillo del mismo nombre. Se puede destacar también, que la nota incluida en el cuadernillo fue escrita por el editor de Rolling Stone David Fricke.

## Disputa legal
[...]el problema real aquí es que Courtney nunca fue un miembro de Nirvana[...]
Krist Novoselic

Nirvana fue lanzado después de una larga batalla legal entre la viuda de Cobain, Courtney Love y los restantes dos miembros de la banda, Krist Novoselic y Dave Grohl. Buena parte de la disputa se centró en «You Know You're Right», que Novoselic y Grohl querían lanzar en una caja recopilatoria (que sería lanzado 2 años más tarde bajo el nombre de With the Lights Out), pero que Love consideró tener potencial comercial, y que debía ser colocado en un álbum de Grandes Éxitos.

## Lista de canciones
Todas las canciones escritas por Kurt Cobain excepto donde sea indicado
| N.º   | Título                                             | Álbum original            | Duración |  |
| 1.    | «You Know You're Right»                            | Inédita                   | 3:38     |  |
| 2.    | «About a Girl»                                     | Bleach                    | 2:49     |  |
| 3.    | «Been a Son»                                       | Blew                      | 2:23     |  |
| 4.    | «Sliver»                                           | Incesticide               | 2:14     |  |
| 5.    | «Smells Like Teen Spirit» (Cobain/Grohl/Novoselic) | Nevermind                 | 5:01     |  |
| 6.    | «Come as You Are»                                  | Nevermind                 | 3:39     |  |
| 7.    | «Lithium»                                          | Nevermind                 | 4:17     |  |
| 8.    | «In Bloom»                                         | Nevermind                 | 4:15     |  |
| 9.    | «Heart-Shaped Box»                                 | In Utero                  | 4:41     |  |
| 10.   | «Pennyroyal Tea» (Remezcla por Scott Litt)         | In Utero                  | 3:38     |  |
| 11.   | «Rape Me»                                          | In Utero                  | 2:51     |  |
| 12.   | «Dumb»                                             | In Utero                  | 2:34     |  |
| 13.   | «All Apologies»                                    | MTV Unplugged in New York | 3:47     |  |
| 14.   | «The Man Who Sold the World» (Bowie)               | MTV Unplugged in New York | 3:47     |  |
| 49:31 |                                                    |                           |          |  |

| Bonus Tracks |                                                                   |                                                          |          |  |
| N.º          | Título                                                            | Notas                                                    | Duración |  |
| 1.           | «Something in the Way» (Unplugged)                                | Aparece en las versiones de vinilo y CD japoneses.       | 4:01     |  |
| 2.           | «Where Did You Sleep Last Night» (Unplugged; cover de Lead Belly) | Aparece en las versiones en vinilo y CD internacionales. | 5:08     |  |

## Sencillos
| Año  | Sencillo              | Lista                                         | Posición |
| ---- | --------------------- | --------------------------------------------- | -------- |
| 2002 | You Know You're Right | Canciones de Rock Mainstream (Estados Unidos) | N.º 1    |
| 2002 | You Know You're Right | Canciones de Rock Moderno (Estados Unidos)    | N.º 1    |
| 2002 | You Know You're Right | Billboard Hot 100                             | N.º 45   |
| 2002 | You Know You're Right | Triple J Hot 100 (Australia)                  | N.º 12   |

## Posiciones en listas
| Año  | Álbum   | Lista                                      | Posición |
| ---- | ------- | ------------------------------------------ | -------- |
| 2002 | Nirvana | Lista oficial de álbumes en Australia      | N.º 1    |
| 2002 | Nirvana | Lista oficial de álbumes en Austria        | N.º 1    |
| 2002 | Nirvana | Lista oficial de álbumes en Suiza          | N.º 2    |
| 2002 | Nirvana | Lista oficial de álbumes en Irlanda        | N.º 2    |
| 2002 | Nirvana | Lista oficial de álbumes en Bélgica        | N.º 2    |
| 2002 | Nirvana | Lista oficial de álbumes en Nueva Zelanda  | N.º 2    |
| 2002 | Nirvana | Lista oficial de álbumes en Canadá         | N.º 2    |
| 2002 | Nirvana | Billboard 200                              | N.º 3    |
| 2002 | Nirvana | Lista oficial de álbumes en el Reino Unido | N.º 3    |
| 2002 | Nirvana | Lista oficial de álbumes en Alemania       | N.º 5    |
| 2002 | Nirvana | Lista oficial de álbumes en Noruega        | N.º 5    |
| 2002 | Nirvana | Lista oficial de álbumes en Holanda        | N.º 6    |
| 2002 | Nirvana | Lista oficial de álbumes en Dinamarca      | N.º 6    |
| 2002 | Nirvana | Lista oficial de álbumes en Italia         | N.º 6    |
| 2002 | Nirvana | Lista oficial de álbumes en Japón          | N.º 6    |
| 2002 | Nirvana | Lista oficial de álbumes en Finlandia      | N.º 9    |
| 2002 | Nirvana | Lista oficial de álbumes en Suiza          | N.º 10   |
| 2002 | Nirvana | Lista oficial de álbumes en España         | N.º 11   |
| 2002 | Nirvana | Lista oficial de álbumes en Portugal       | N.º 24   |
| 2002 | Nirvana | Lista oficial de álbumes en Hungría        | N.º 106  |

## Personal
- Nirvana - Productor

- - Kurt Cobain - Voz, guitarra
  - Krist Novoselic - Bajo
  - Dave Grohl - Batería, voz
- Chad Channing - Batería en 2 y 3
- Pat Smear - Guitarra en 13, 14 y en ambos Bonus Tracks
- Dan Peters - Batería en 4
- Kera Schaley - Violonchelo en 12
- Lori Goldston - Violonchelo en 13, 14 y en ambos Bonus Tracks
- Steve Albini - Ingeniero, mezcla
- James Barber - Director del proyecto
- Corbis Bettman - Fotografía
- Jack Endino - Ingeniero, mezcla
- Robert Fisher - Dirección de Arte
- Steve Fisk - Ingeniero, mezcla
- Adam Kasper - Ingeniero, mezcla
- Scott Litt - Fotografía, mezcla
- Bob Ludwig - Masterización
- Michael Meisel - Director del proyecto
- Frank Micelotta - Fotografía
- Frank Ockenfels - Fotografía
- Charles Peterson - Fotografía
- Redferns - Fotografía
- John Silva - Director del proyecto
- Andy Wallace - Mezcla